# Fractale burning ship

La fractale burning ship  (« navire en feu », en anglais), décrite pour la première fois par Michael Michelitsch et Otto E. Rössler en 1992, est générée dans le plan complexe {\displaystyle \mathbb {C} } par la fonction itérée suivante :
{\displaystyle z_{n+1}=(|\operatorname {Re} \left(z_{n}\right)|+i|\operatorname {Im} \left(z_{n}\right)|)^{2}+c,\quad z_{0}=0}
La fractale est définie par l'ensemble des points {\displaystyle c} tels que la suite {\displaystyle z} associée définie comme ci-dessus ne diverge pas à l'infini.
Très similaire à l'ensemble de Mandelbrot, elle en diffère par le fait que l'on considère la valeur absolue des composantes réelles et imaginaires de {\displaystyle z_{n}}, avant l'élévation au carré.

Zoom sur la partie en bas à gauche de la fractale, faisant apparaître une auto-similarité avec l'ensemble entier.

Cette fonction n'est pas analytique car elle n'obéit pas aux équations de Cauchy-Riemann.

La fractale "Burning ship"

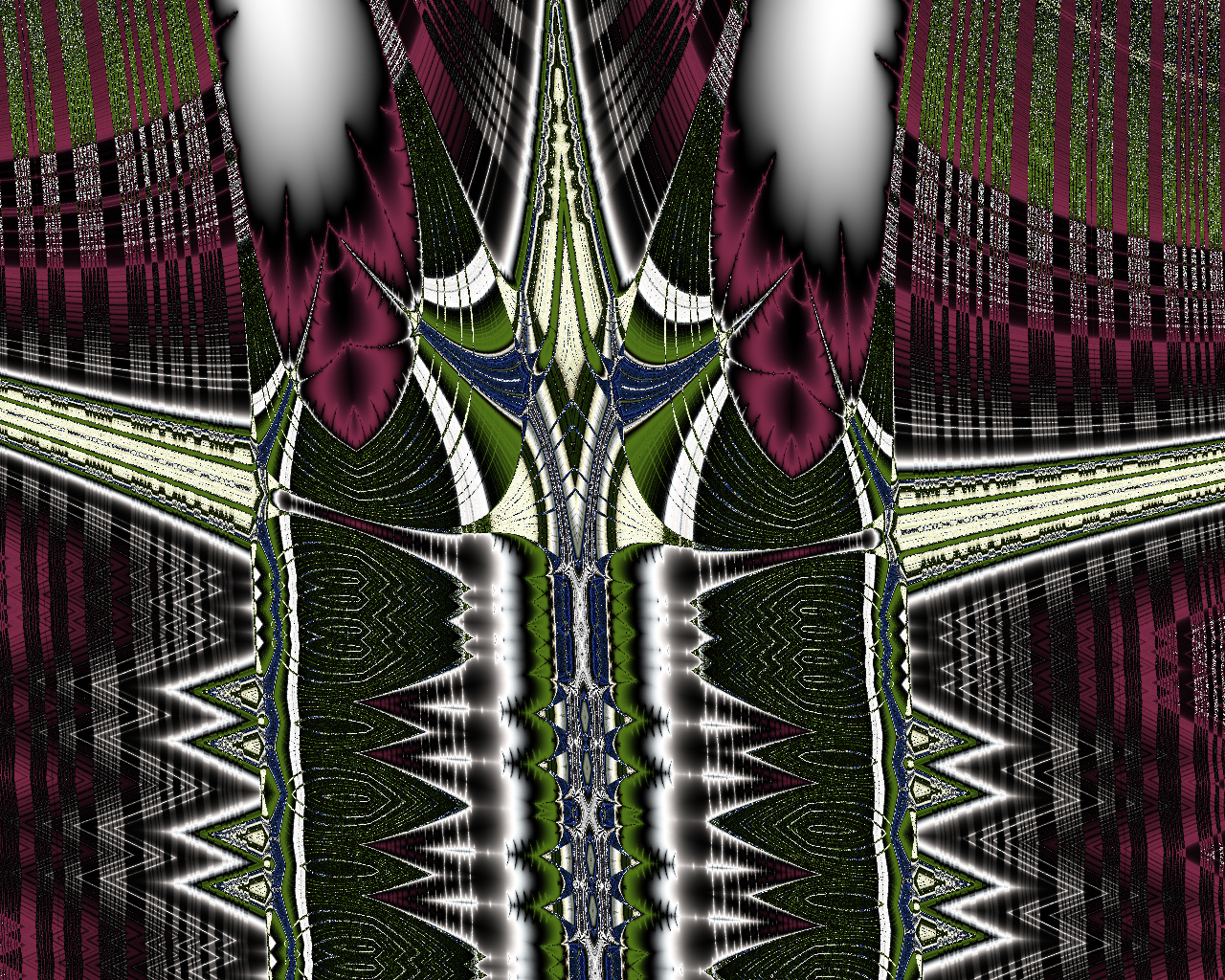
Zoom profond sur le Burning Ship à 2,3 × 10−50
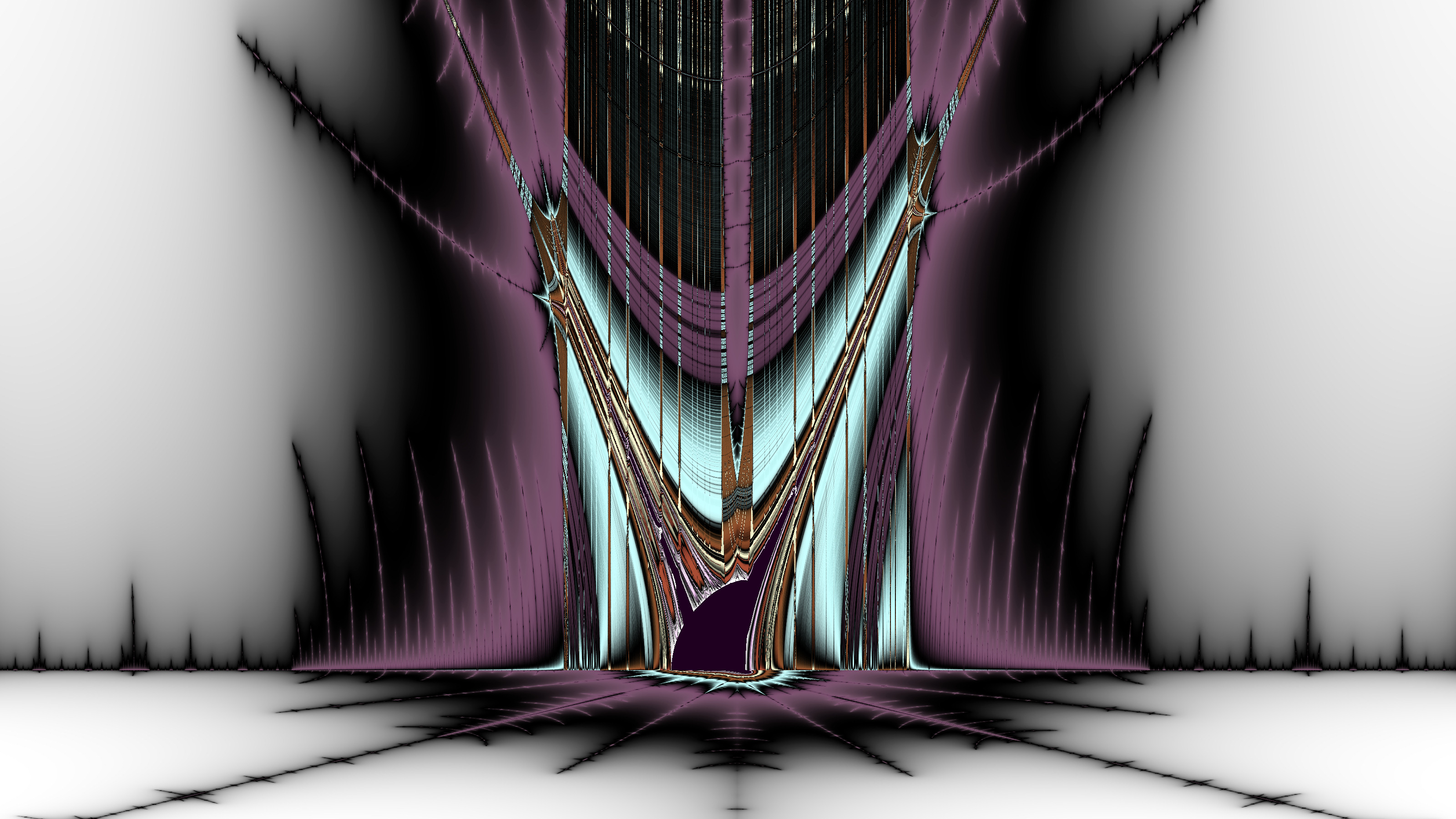
Zoom profond en haute qualité d'un petit navire dans l'armada de la l'antenne de l'Ouest de gauche de la structure principale
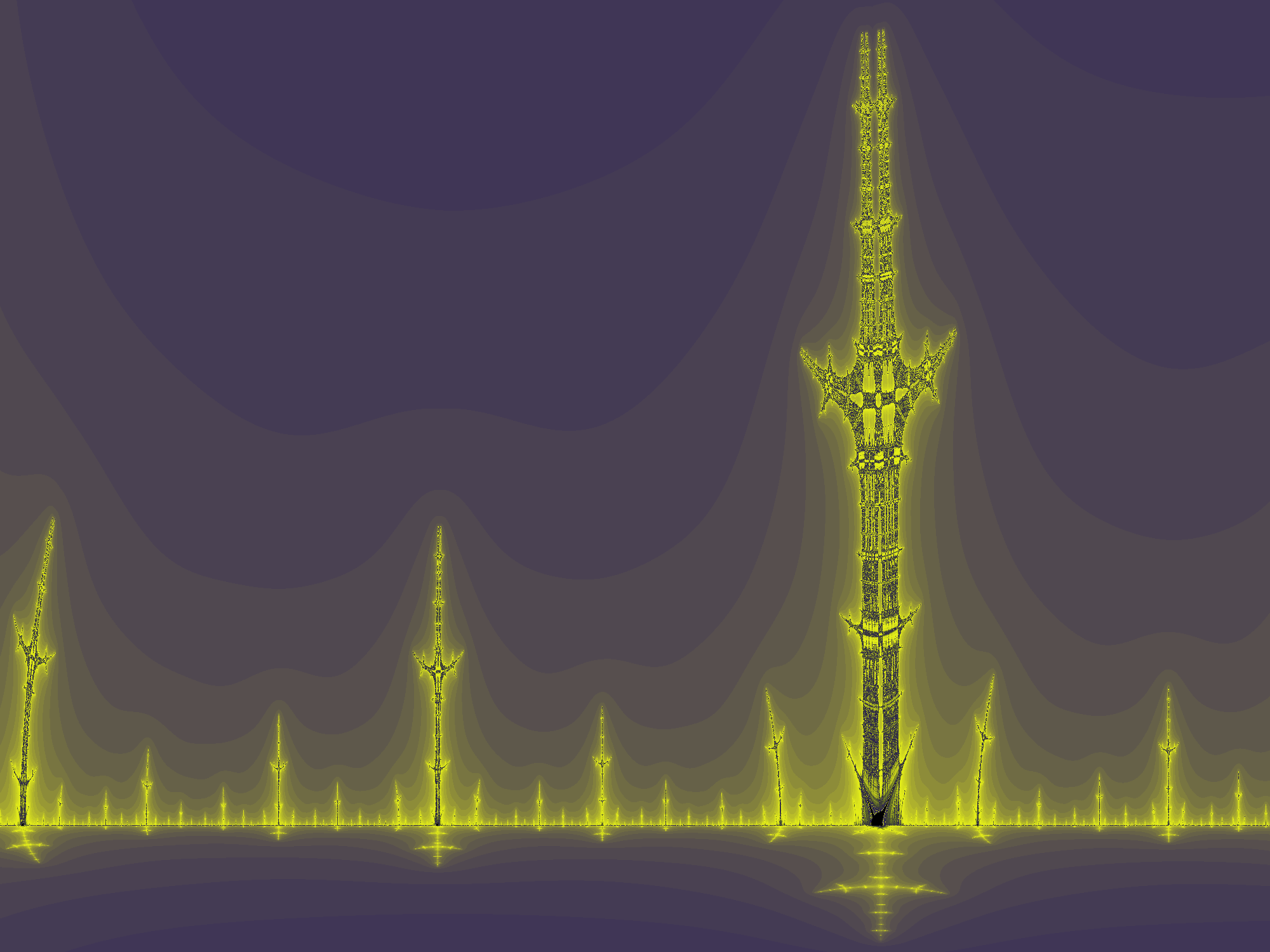
Un zoom sur la ligne à gauche de la fractale, montrant des répétitions imbriquées les unes dans les autres (un différent ensemble de couleur est utilisé)
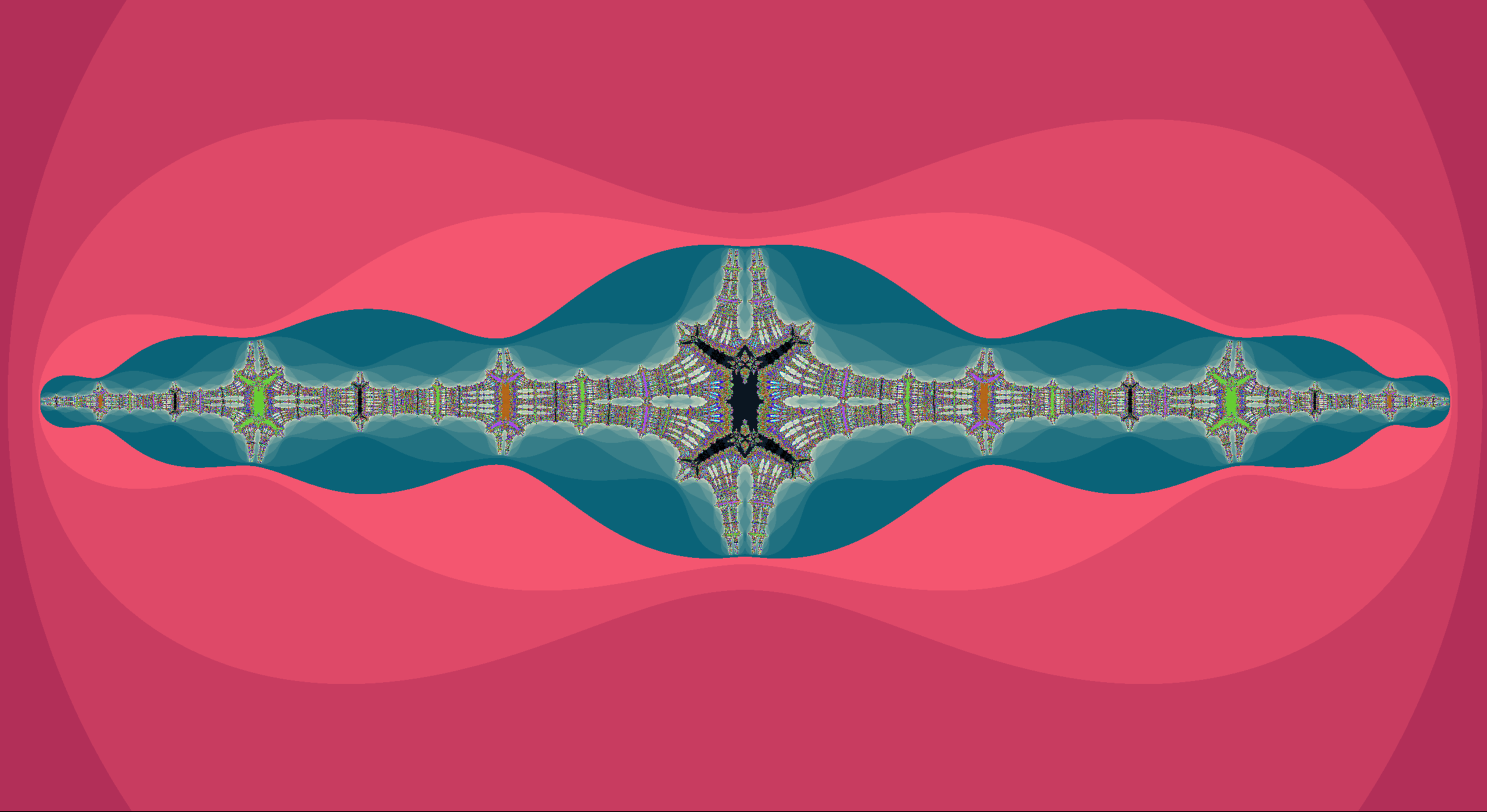
Un ensemble de Julia correspondant à la fractale du Burning Ship

Animation d'un dé-zoom continu, afin de montrer la quantité detail généré par une implementation avec 64 iterations au maximum

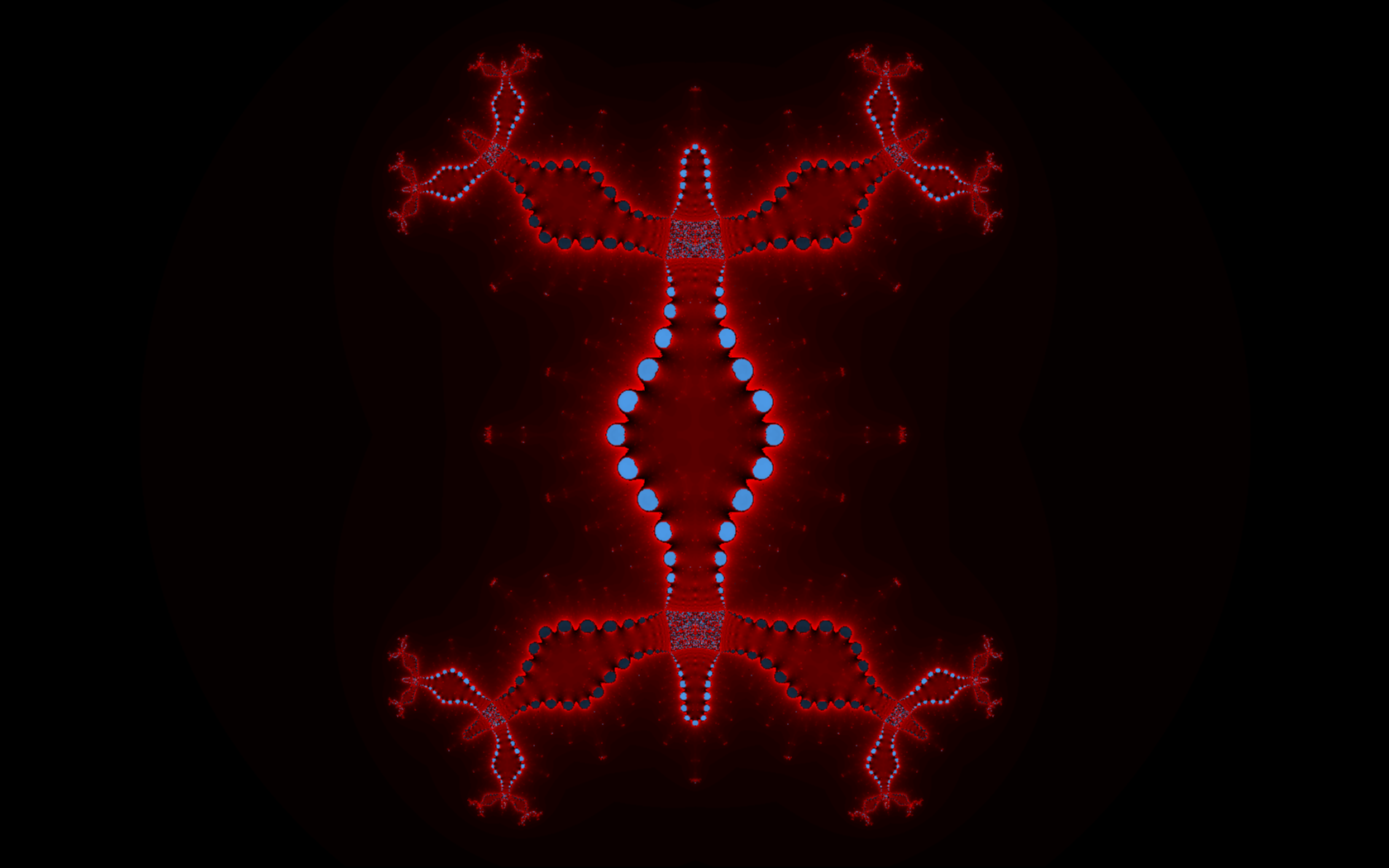
Un ensemble de Julia correspondant à la fractale du Burning Ship